# Natan el Profeta
Natanael Philippe (República Dominicana, 8 de enero de 1987), más conocido como Natán el Profeta, es un rapero y compositor, y uno de los fundadores del grupo de rap dominicano Aposento Alto.

## Biografía
Natanael Philippe es el tercero de cinco hermanos, creció en Santo Domingo, hijo de padres haitianos. Desde muy pequeño mostró afinidad hacia la música en especial el Rap luego de escuchar la música del rapero Vico C, el cual es su mayor influencia musical. Al ver que su hermano era rapero, comenzó a seguirle los pasos.

## Carrera musical

### Inicios
En el año 2003, crea un grupo de rap cristiano llamado "Los Profetas" y es cuando empieza a escribir y grabar líricas cristianas. En el año 2005, conoce en un barrio llamado San Luis a Franklin Pérez (Sr Perez) quien también era cristiano y comienzan a grabar canciones juntos.

### Aposento Alto (2006 - 2024)
En 2006, Sr Perez forma el grupo de rap cristiano llamado Aposento Alto, conformado por Natán y su hermano Esteban Philippe (El Philippe), Noemí Martinez (La Noe), Francis Omar (Viskel) y Osiris Rincon (Lors).
Su primer álbum musical sale en verano de 2008 titulado A precio de Sangre; en 2010, su segundo álbum musical titulado El último testamento; en el año 2012, su tercer álbum titulado Tratado en Audio; y el último proyecto musical como Aposento Alto sería publicado en julio de 2016 titulado Almas, donde Natán interpretó varias canciones como solista, entre estas,  «Contra el tiempo», «Rico de cuna», cuyo video oficial es uno de los más populares del grupo al tener repercusión en medios no cristianos, y manejar un estilo novedoso en ese entonces para la música cristiana, el trap latino, producido por su compatriota Madiel Lara, además, el sencillo «Los Hermanos del Rap» en colaboración con El Phillipe, donde anticipaban proyectos colaborativos entre ambos. Este vídeo musical estaría nominado como Mejor vídeo de rap y Mejor vídeo cristiano en los Videoclips Awards de 2017.

### Carrera solista (2016 - actualidad)
Al dejar el grupo, Natan colaboró en distintas producciones, mientras producía su álbum debut. Algunos de estos temas serían «Llamado a la patria», bajo la producción de Chael, Alofoke Music & Bombón Productions; «Trapstorno» de Redimi2, participando junto a su hermano El Phillipe y Rubinsky RBK en este sencillo, una de las canciones de rap cristiano más populares; apareció también en ¿Quién contra nosotros? de Alex Zurdo, álbum nominado al Grammy Latino, entre otras producciones.
En el año 2019, lanzó su primer álbum solo titulado Oveja entre Lobos, que consta de éxitos como «Mi Fe», «Levantate», «Pa Loco», «Cabecea» junto a Lápiz Conciente, «Corazón Loco» con Jay Kalyl, entre otros.  Ese año, también colaboró con su hermano Phillipe para el primer musical urbano de República Dominicana, "Espíritu Libre" junto a Rosa Karina y Rubinsky RBK.
En 2020, se presentó el nuevo dúo "Los Hermanos del Rap" de Natan y El Phillipe, estrenando su primer tema como dúo titulado «Isaias 60:2». Como dúo, recibieron gran aceptación, así como también el reconocimiento a "Dúo o grupo urbano" en Premios El Galardón 2021.
En 2021, Natán El Profeta fue invitado para la nueva producción de Boy Wonder titulada Chosen Few Fe, con artistas cristianos. Ese mismo año, lanzó «Don’t Let Me Fall» su primer sencillo bilingüe perteneciente a su álbum junto a Brayan Booz titulado Obra Maestra, bajo la producción ejecutiva del sello Nain Music.
Como homenaje, Natán participa junto a artistas como El Alfa, Chimbala, Amara La Negra y La Insuperable, en la nueva versión de a la canción «Dominicano Soy» de Fernando Villalona.  Al cierre de 2022, debuta como actor para la película El hombre transformado, con la actuación principal de Riqui Gel y Vivian Fatule, y como actores de reparto participan Sarah La Profeta, entre otros.
En 2023, se anunció que fungirá como coach de preparación para los talentos que participen del primer reality show de música cristiana urbana en República Dominicana. Asimismo, publicó Púrpura, con 14 canciones inéditas. «Flow cristiano», sería elegido como vídeo cristiano del año en los Premios Videoclips Awards.
En 2024, Bleand Style Pictures, del productor Luigui Bleand, anunció que se encontraba en la producción de un retrato documental de Natán titulado «LEYENDA», para ser lanzado en las principales plataformas digitales.

## Colaboraciones
Como integrante de Aposento Alto, Natán representó al grupo en distintos álbumes de música urbana cristiana, como A Corazón Abierto (2008) de Lara, donde colaboró con Joa, Exterminador Operacion R.D. (2012) de Redimi2, La Ronda de DJ Scuff, la remezcla de «Apocalipsis» de Nfasis, entre otros. En su etapa solista, ha colaborado con Juan Fernando Quintero, Lapiz Conciente, con el productor dominicano DJ Scuff, Ariel Ramírez, Ariel Kelly, Almighty, Wise, Christian Ponce, por mencionar algunos.
Se ha presentado en el escenario de los Premios Soberano de su país; en 2021, junto a Redimi2 y Madiel Lara, y en 2023 interpretando «Dominicano Soy» junto a personalidades como Fernando Villalona, Amara La Negra, Chimbala, La Insuperable, entre otros. Fue parte de los eventos Las mejores voces cantan contra el hambre, encabezada por la vicepresidenta de la República, Margarita Cedeño, y llevado a cabo en la sala Carlos Piantini del Teatro Nacional Eduardo Brito, compartiendo junto a Niní Cáffaro, Victor Victor, Xiomara Fortuna, Víctor Waill, entre otros; junto a Redimi2 en Bogotá Gospel 2018; y de Somos 1 realizado en el Palacio de los Deportes de República Dominicana junto al Grupo Barak, Yamilka, y otros artistas.

## Discografía

### Álbumes de estudio
- 2019: Oveja entre lobos
- 2021: Obra maestra (con Brayan Booz)
- 2023: Púrpura

#### Como Los Hermanos del Rap (junto a El Philippe)
- 2020: Isaías 60-2
- 2022: Fe (con Juan Fernando Quintero)

### Álbumes en vivo
- 2022: Modo leyenda

## Premios y reconocimientos
Natan ha recibido diversos reconocimientos como parte del grupo Aposento Alto, sin embargo, como solista también ha sido seleccionado a recibir un galardón en categorías de premios como los Premios El Galardón (en diversos años y categorías), Premios Q ("Tema de contenido social"), Glamour Music Awards ("Mejor artista urbano"), Premios Videoclip Awards, donde fue acreedor del "Mejor vídeo musical" por «Flow cristiano».
En 2023, en alusión a la celebración de los 50 años del hip hop, la revista dominicana Discolai le incluyó en su lista de reproducción de los artistas relevantes en el desarrollo del rap dominicano.